# Brendan Robinson
Brendan Robinson (Portland, 1º marzo 1990) è un attore statunitense.
È noto per il ruolo di Lucas Gottesman nella serie televisiva Pretty Little Liars.

## Biografia
Brendan Robinson inizia la sua carriera nel 2008 nella webserie Campus Daze, della quale è anche produttore. Da lì si fa conoscere al pubblico ed ottiene così piccoli ruoli in telefilm come Cold Case - Delitti irrisolti e Buona fortuna Charlie. Nel 2010 partecipa alle audizioni di Pretty Little Liars per il ruolo di Mike Montgomery, ruolo che però verrà poi assegnato a Cody Christian. Robinson viene invece scelto per interpretare Lucas Gottesman ed entra a far parte del cast della serie già dalla prima stagione, ottenendo una discreta popolarità.

## Filmografia

### Cinema
- Il fiume delle verità (The River Why), regia di Matthew Leutwyler (2010)
- Rid of Me, regia di James Westby (2011)
- The Do-Deca-Pentathlon, regia di Jay Duplass e Mark Duplass (2012)
- Feels So Good, regia di Josh Stolberg (2013)

### Televisione
- Cold Case - Delitti irrisolti (Cold Case) – serie TV, episodio 7x21 (2010)
- Miss Behave – serie TV, episodi 1x01, 1x04 e 1x06 (2010)
- Pretty Little Liars – serie TV, 34 episodi (2010-2017)
- Buona fortuna Charlie (Good Luck Charlie) – serie TV, episodi 2x25 e 2x29 (2011)
- How I Met Your Mother – serie TV, episodio 7x19 (2012)
- Weeds – serie TV, episodi 8x05 e 8x06 (2012)
- Pretty Dirty Secrets – webserie, episodio 1x05 (2012)
- Sketchy – serie TV, episodio 2x08 (2012)
- Youth Pastor Kevin – serie TV, 4 episodi (2012)
- Review  – serie TV, episodio 1x05 (2014)
- Bones – serie TV, episodio 10x12 (2015)
- Beerfest – miniserie TV, 6 episodi (2017)

## Doppiatori italiani
- Nanni Baldini in Cold Case - Delitti irrisolti
- Davide Perino in Pretty Little Liars